# Shemale
Shemale (còn được viết là she-male) là một thuật ngữ được sử dụng phổ biến nhất trong ngành công nghiệp khiêu dâm để mô tả những người phụ nữ chuyển giới hoặc những người khác có cơ quan sinh dục nam và các đặc điểm giới tính thứ cấp của phụ nữ (bao gồm phần ngực) có được thông qua nội tiết tố hoặc phẫu thuật. Hầu hết thành viên trong cộng đồng chuyển giới đều coi thuật ngữ này mang tính xúc phạm và hạ thấp giá trị. Việc sử dụng thuật ngữ shemale cho phụ nữ chuyển giới có thể mang hàm ý rằng cô ấy đang làm việc trong lĩnh vực mua bán tình dục.
Thuật ngữ shemale đã được sử dụng từ giữa thế kỷ 19, khi nó là một cách nói thông tục mang tính hài hước chỉ phụ nữ (female), đặc biệt là người phụ nữ có tính cách hung hăng. 

## Sử dụng trong học thuật
Thuật ngữ này đã được một số nhà tâm lý học sử dụng để chỉ những phụ nữ chuyển giới đã chuyển đổi bản dạng giới tính, nhưng chưa từng trải qua phẫu thuật bộ phận sinh dục.
Một số nhà sinh vật học đã sử dụng từ shemale để chỉ những động vật giống đực không phải con người, mang những đặc điểm hoặc hành vi của giống cái, chẳng hạn như pheromone giống cái do bò sát đực tạo ra. Joan Roughgarden, một nhà sinh vật học và nhà phê bình theo học thuyết Darwin, đã từ chối việc sử dụng thuật ngữ này trong các tài liệu về bò sát, vì cô ấy nói rằng nó "đang mang tính hạ thấp giá trị và được vay mượn từ ngành công nghiệp khiêu dâm." Cô viết rằng con đực hình dạng giống cái (gynomorphic male) và con cái hình dạng giống đực (andromorphic female) được ưa thích sử dụng hơn trong các tài liệu khoa học, và nói thêm, "Tôi hy vọng công việc trong tương lai về những loài động vật này sẽ được thực hiện một cách chuyên nghiệp hơn."

## Sử dụng khác
Kể từ giữa thế kỷ 19, thuật ngữ she-male đã được áp dụng cho "hầu hết bất kỳ ai dường như có giới tính bắc cầu", bao gồm cả nam giới có tính cách yếu ớt, ẻo lả và đồng tính nữ. Vào đầu thế kỷ 19, từ she-male được sử dụng như một cách nói thông tục trong văn học Hoa Kỳ dành cho nữ giới, thường là mang tính thiếu tôn trọng. Davy Crockett được trích dẫn khi sử dụng thuật ngữ này liên quan đến một trận đấu bắn súng; khi đối thủ của anh ta thách thức Davy Crockett bắn sát người vợ của đối thủ, Davy Crockett được cho là đã trả lời: "'Không, không, Mike, tôi nói, 'tay của Davy Crockett chắc chắn sẽ rung lên, nếu khẩu súng của hắn chĩa trong vòng một trăm dặm vào người của shemale (phụ nữ), và tôi từ chối bắn hạ...'" Nó được sử dụng trong suốt những năm 1920 để mô tả một phụ nữ, thường là một nhà nữ quyền hoặc một trí thức.
Theo thời gian, thuật ngữ này mang ý nghĩa tiêu cực hơn và được sử dụng để mô tả một "người phụ nữ đáng ghét" hoặc "con mụ lẳng lơ dâm đãng."  Cho đến giữa những năm 1970, nó được sử dụng để mô tả một người phụ nữ quyết đoán, "đặc biệt là một người phụ nữ khó ưa, thiếu tin tưởng; một con mụ lẳng lơ."
Thuật ngữ này sau đó đã trở thành một cách nói ẩn ý về tình dục. Trong cuốn sách năm 1990, From Masculine To Feminine And All points In Between, Jennifer Anne Stevens định nghĩa she-male "thường là một người đồng tính nam sống toàn thời gian như một phụ nữ; một người chuyển giới đồng tính." Từ điển tiếng Anh Oxford định nghĩa she-male là "một người đồng tính nam hoặc người nam có thói quen sử dụng trang phục nữ giới bị động." Thuật ngữ này đã được sử dụng như một từ lóng mang nghĩa đồng tính cho từ faggot.

## Các hàm ý
Năm 1979, Janice Raymond sử dụng thuật ngữ này như một mô tả xúc phạm phụ nữ chuyển đổi giới tính trong cuốn sách gây tranh cãi của cô, The Transsexual Empire: The Making of the She-Male. Raymond và các nhà nữ quyền văn hóa khác như Mary Daly lập luận rằng một "she-male" hoặc "phụ nữ chuyển đổi giới tính từ nam giới" ("male-to-constructed female") vẫn là nam giới và tạo thành một sự tấn công mang tính phụ quyền của nam giới đối với bản chất nữ giới. Ở một số nền văn hóa, thuật ngữ này cũng có thể được sử dụng thay thế cho các thuật ngữ khác đề cập đến phụ nữ chuyển giới.
Từ đó, thuật ngữ này đã trở thành một thuật ngữ xúc phạm được áp dụng cho những người chuyển đổi giới tính từ nam sang nữ. Các nhà tâm lý học Dana Finnegan và Emily Mcnally viết rằng thuật ngữ này "có xu hướng mang hàm ý hạ thấp phẩm giá." Giáo sư người Pháp John Phillips viết rằng shemale is "một phép nghịch hợp ngôn ngữ phản ánh đồng thời nhưng, bởi sự bất khả thi của nó, thách thức tư duy nhị phân [giới tính], phá vỡ sự phân chia giữa tính nam và tính nữ." Tác giả chuyển giới Leslie Feinberg viết, "'he-she' và 'she-male' mô tả thể hiện giới tính của một người bằng đại từ đầu tiên và giới tính khai sinh bằng đại từ thứ hai. Dấu gạch nối ở đây báo hiệu một cuộc khủng hoảng ngôn ngữ và mâu thuẫn xã hội rõ ràng, vì giới tính khai sinh và thể hiện giới tính ở đây "được cho" là phù hợp với nhau." Jack Halberstam, giám đốc của Viện Nghiên cứu về Phụ nữ, Giới tính và Tình dục (Institute for Research on Women, Gender and Sexuality), mô tả she-male là "một thuật ngữ khiêu dâm mang tính hạ thấp giá trị". Liên minh Đồng tính nam và Đồng tính nữ chống phỉ báng đã nói rằng thuật ngữ này là một "thuật ngữ tục tĩu loại bỏ tính nhân đạo" và không nên được sử dụng "ngoại trừ trong một trích dẫn trực tiếp tiết lộ thành kiến của người được trích dẫn."
Willow Arune viết, "Sử dụng thuật ngữ she-male để chỉ một phụ nữ chuyển đổi giới tính sẽ bị coi là cực kì xúc phạm, vì nó ngụ ý rằng cô ấy đang làm việc 'trong lĩnh vực buôn bán [tình dục].' Nó có thể bị coi là tội phỉ báng." Melissa Hope Ditmore, thuộc Dự án Quyền của Người bị buôn bán, lưu ý thuật ngữ này "là một phát minh của ngành công nghiệp tình dục và hầu hết phụ nữ chuyển giới đều thấy thuật ngữ này thật ghê tởm." Nhà sinh vật học và nhà hoạt động chuyển giới Julia Serano tuyên bố rằng thuật ngữ này vẫn mang tính "xúc phạm hoặc gây kích động mạnh." Theo nhà báo chuyên mục tình dục Regina Lynn, "Các nhà tiếp thị khiêu dâm sử dụng thuật ngữ 'she-male' cho một mục đích rất cụ thể — để buôn bán nội dung khiêu dâm cho trai thẳng mà không gợi ra sự kỳ thị đồng tính của họ — điều không giúp ích gì cho những người chuyển giới thực sự (hoặc giúp nam giới vượt qua sự kỳ thị đồng tính của họ)."
Một số người đã sử dụng thuật ngữ này như một cách tự mô tả bản thân, nhưng điều này thường được sử dụng trong bối cảnh hoạt động mại dâm. Tác giả không xác định giới tính Kate Bornstein đã viết rằng một người bạn tự nhận là "she-male" đã mô tả mình là "ngực khủng, tóc dài, trang điểm đậm, và có dương vật." Nữ diễn viên phim khiêu dâm Wendy Williams nói rằng, "Tôi không nghĩ tranny và she-male là những kẻ tục tĩu. Chúng là những từ ban đầu được sử dụng để người dân thường có thể hiểu được về sản phẩm khiêu dâm họ đang mua. Có nhiều vấn đề [khác] mà chúng ta phải lo lắng hơn: tự tử, tỷ lệ vô gia cư, giáo dục và việc làm cho người chuyển giới nữ." Theo nhà báo chuyên mục tình dục Sasha, "Thuật ngữ shemale được sử dụng [trong nội dung khiêu dâm] để biểu thị tính cách tình dục cuồng nhiệt và thường không được sử dụng bởi phụ nữ chuyển giới ngoài hoạt động mại dâm. Nhiều phụ nữ chuyển giới bị xúc phạm bởi cách phân loại này và tự gọi mình là T-girls hoặc trans."

## Trong văn hóa đại chúng
Ngoài việc sử dụng trong nội dung khiêu dâm, thuật ngữ này còn được sử dụng như một câu chốt (punch line) hoặc để tạo hiệu ứng tu từ. Flora Finch đã đóng vai chính trong The She-Male Sleuth, một bộ phim hài năm 1920. Là một phần của Dự án Nghệ thuật Đường phố lần thứ 42 (42nd Street Art Project) vào năm 1994, nhà thiết kế Adelle Lutz đã biến một cửa hàng cũ ở Quảng trường Thời Đại gọi là American Male (Đàn ông Mỹ) thành "American She-Male" ("She-Male Mỹ"), với những mô hình ma-nơ-canh có màu sắc rực rỡ và quần áo làm từ bao cao su. Tập phim "Sad Sack" vào năm 2004 của loạt phim Arrested Development có một trò đùa khi Maeby lừa Lindsay mặc một chiếc áo có ghi "Shémale", để thuyết phục người cầu hôn Lindsay là người chuyển giới. Nhà phê bình phim Manohla Dargis đã viết về sự thiếu vắng những "phụ nữ thực sự" trong các bộ phim bom tấn mùa hè, khẳng định những phim hài của Judd Apatow có những người đàn ông hành động giống như những phụ nữ dẫn đầu: "Đây không phải là những "cô gái chuyển giới" ["she-males"] mà bạn tìm thấy trong các trang phía sau của The Village Voice, xin lưu ý điều này. Những người đàn ông [trong phim của] Apatow trên màn hình vẫn còn nguyên vẹn về mặt giải phẫu: họ bị phân hủy nhưng không bị thiến, như những hình ảnh lặp đi lặp lại của bộ phận sinh dục nam đang phập phồng trong Forgetting Sarah Marshall nhắc nhở bạn về điều này."
Từ này đã bị chỉ trích dữ dội khi nó được sử dụng trong tập 4 của RuPaul's Drag Race mùa thứ 6. Logo TV, nhà đài phát sóng chương trình, đã đưa ra một thông cáo vào ngày 14 tháng 4 năm 2014 có nội dung: "Chúng tôi muốn cảm ơn cộng đồng vì đã chia sẻ những mối quan tâm của họ xung quanh một phân đoạn gần đây và việc sử dụng thuật ngữ 'she-mail' trên Drag Race. Logo đã gỡ bỏ tập này khỏi tất cả các nền tảng của chúng tôi và thử thách đó sẽ không còn xuất hiện nữa. Hơn nữa, chúng tôi sẽ xóa đoạn mở đầu 'You've got she-mail' ("Bạn có thư kìa", với từ "mail" - "thư" được cách điệu thành "she-mail") bắt đầu từ các tập mới của loạt chương trình. Chúng tôi không có ý định gây ra bất kỳ sự xúc phạm nào, nhưng khi nhìn lại, chúng tôi nhận ra rằng điều đó là thiếu tế nhị. Chúng tôi thành thật xin lỗi."